# Mnesiteo
Mnesiteo, Μνησίθεος), fue un médico griego nativo de Antigua Atenas que vivió probablemente en el siglo IV a. C. Galeno le menciona a menudo y también Ateneo, Rufo de Éfeso, Aulo Gelio, Sorano de Éfeso, Plutarco y Oribasio de Pérgamo.
Es mencionado por el poeta cómico Alexis de Turios y perteneció a la secta de los dogmáticos. Tuvo una gran reputación. Clasificó las enfermedades y escribió una obra titulada "Sobre la dieta" (Περὶ Ἐδεστῶν, o según Galeno, Περὶ Ἐδεσμάτων) y otro libro para recomendar practicar la dieta.